# 황마포

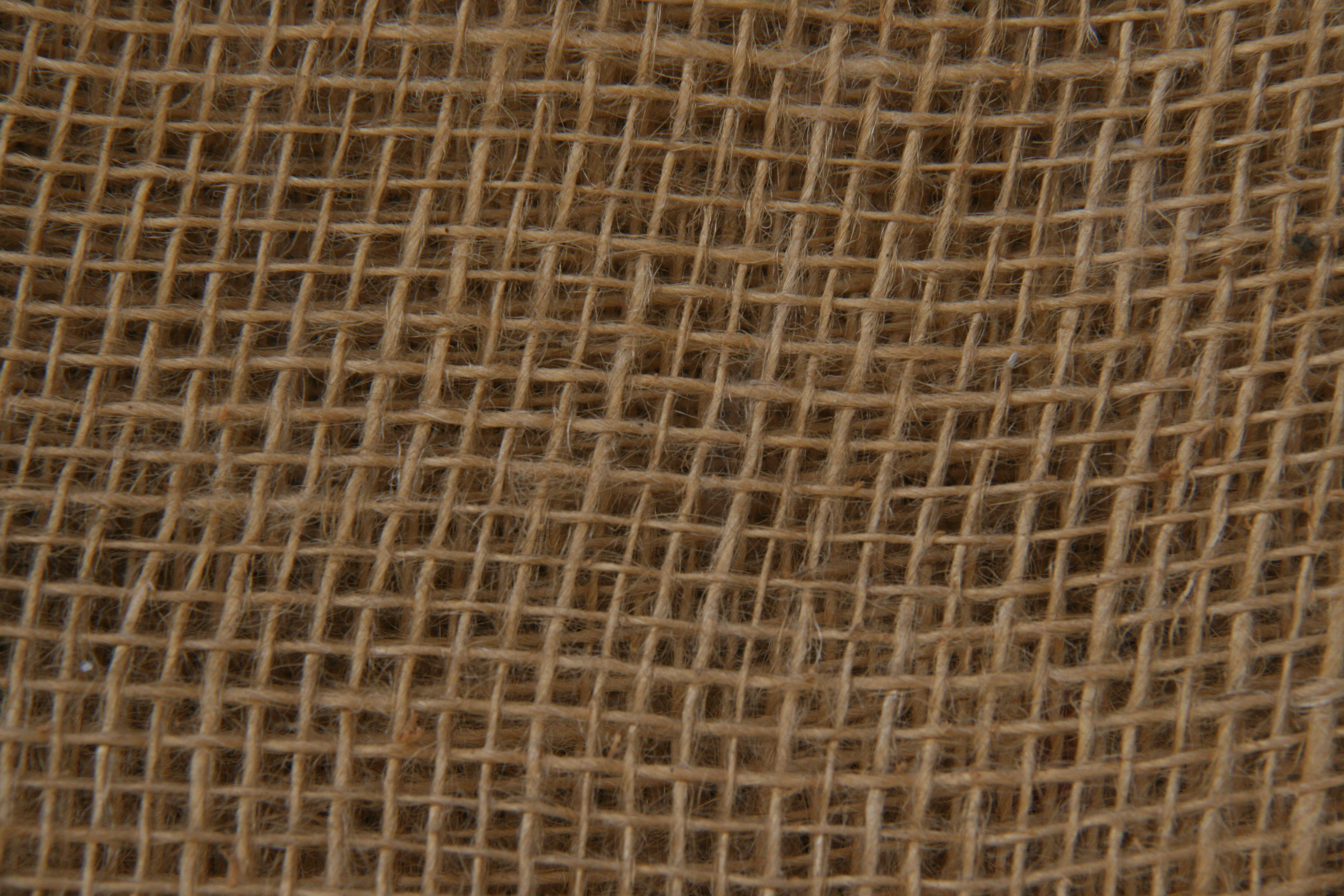
황마포

황마포(黃麻布)는 황마와 장삭황마를 비롯한 황마속 식물의 섬유로 짠 마직물이다.

## 사진 갤러리

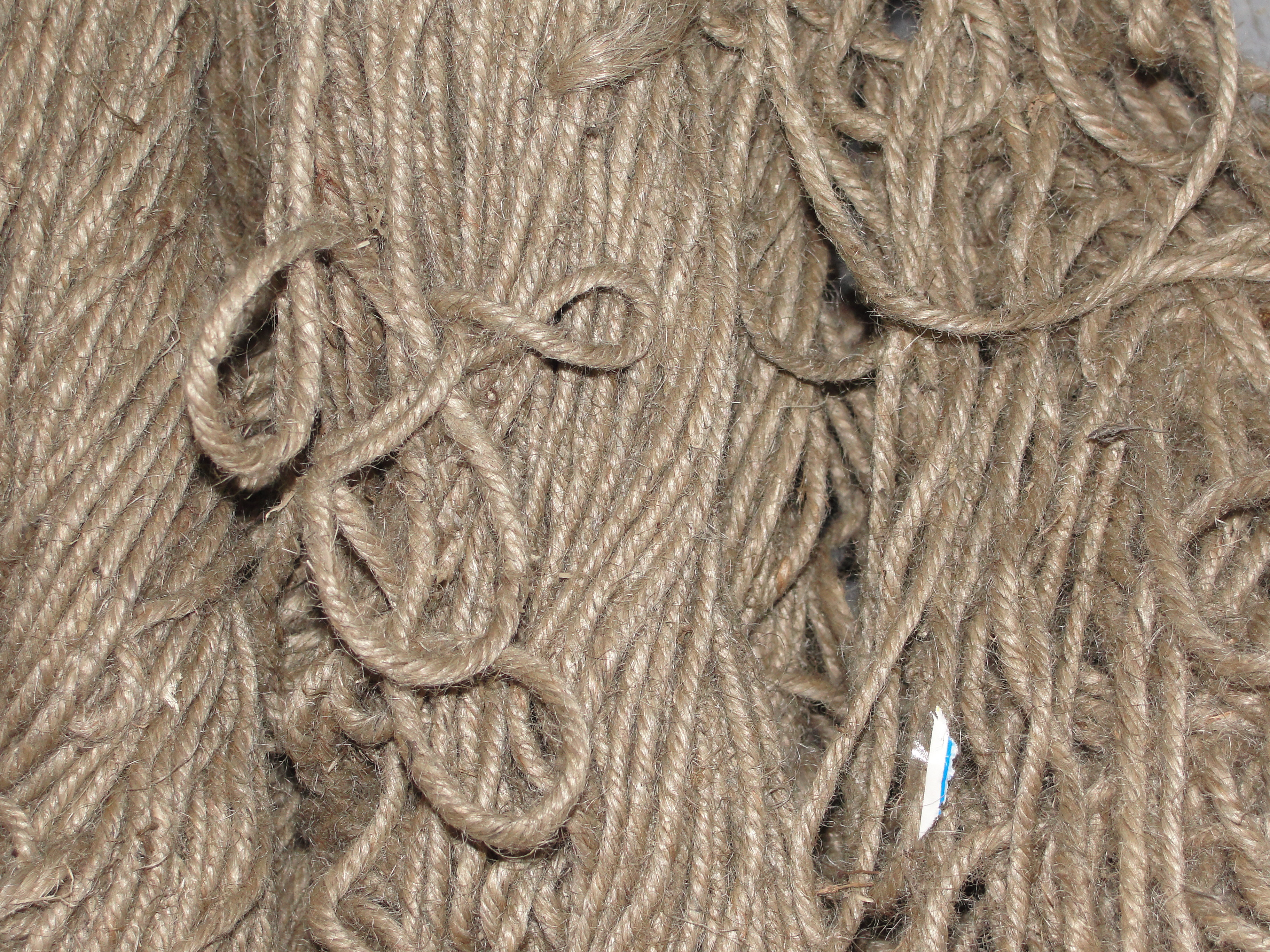
황마 밧줄

## 같이 보기
- 마포(삼베)